# Минимал јога
Минимал јога је студиозно осмишљен стил и школа јоге која комбинује основне принципе више стилова јоге, других система телесних вежби и медитације. Заједно они формирају јасно дефинисану структуру минимал јоге као тренинга чији је циљ одрживи развој ума и тела. Основа сваког часа минимал јоге је доживљај концентрисаног дисања и кретања, због чега се минимал јога сматра медитацијом у покрету и у мировању. Часови минмал јоге су минималистички конципирани као вежбе тела и ума изван оквира такмичарског упоређивања.
Минимал јога као школа подучава праксе које подржавају сарадњу, поштовање, помоћ, и здрав и толерантан однос према себи и другима. Она је савремена и базирана на научном истраживању. Научни доказ игра одлучујућу улогу не само у погледу психофизичких аспеката вежбања јоге него и када су у питању историјска, филозофска и друштвена димензија исте. Истовремено школа је секуларна односно лаичка и базирана на контекстуализованом приступу религији.
Оснивач минимал јоге је Михаило Котарац, учитељ јоге и комуниколог. Минимал јога се тренутно може вежбати у Берлину, Београду и на Кипру.